# Günter Berndt
Günter Berndt (ur. 9 kwietnia 1932) – niemiecki pastor ewangelicki, dyrektor Akademii Ewangelickiej w Berlinie, działacz na rzecz pojednania niemiecko-polskiego. Doktor honoris causa Chrześcijańskiej Akademii Teologicznej w Warszawie.

## Życiorys
Po ordynacji na duchownego ewangelickiego był proboszczem w Wolfenbüttel. Związał się z chrześcijańskim ruchem pokojowym. Działał w ramach inicjatywy „Frieden für Israel”. W 1969 przeprowadził się do Berlina Zachodniego, gdzie podjął pracę w Akademii Ewangelickiej. W 1972 został dyrektorem tej instytucji i kierownikiem studiów. Był jednym z inicjatorów Polsko-Niemieckiej Komisji Podręcznikowej.
W latach 70. był współzałożycielem Akcji Znaki Pokuty (Aktion Sühnezeichen) w Berlinie Zachodnim, organizacji działającej na rzecz pojednania niemiecko-polskiego.
W 1976 Senat Chrześcjańskiej Akademii Teologicznej w Warszawie nadał mu tytuł doktora honoris causa.